# 布倫克湖
54°00′34″N 10°19′53″E / 54.0094°N 10.3313°E

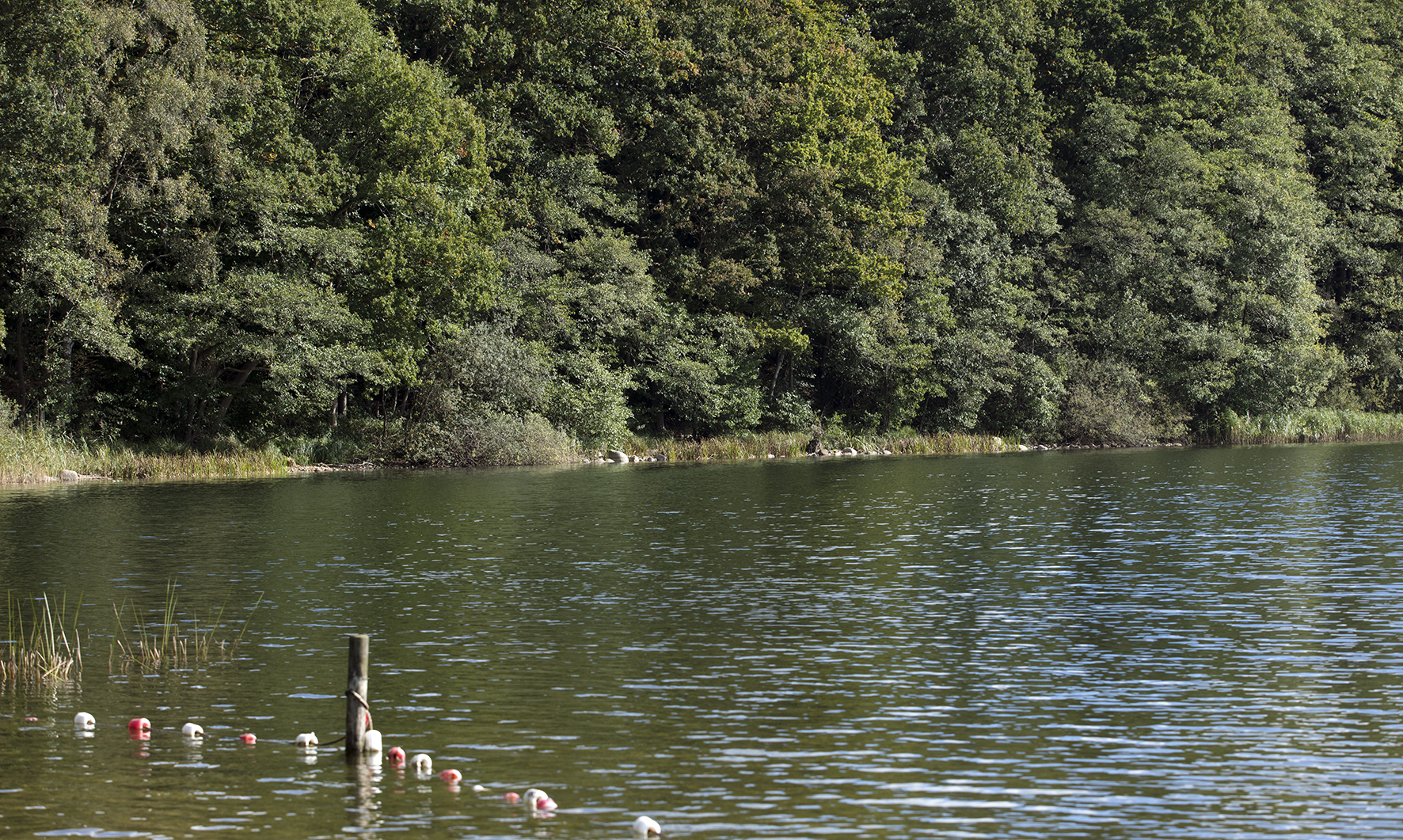

布倫克湖（德語：Blunker See），是德國的湖泊，位於該國北部石勒蘇益格-荷爾斯泰因州，由塞格貝格縣負責管轄，面積0.2平方公里，海拔高度39米，平均水深4.9米，最大水深9.7米，水體容量98萬立方米，湖岸線長度2.4公里。